# 11471 Toshihirabayashi
A 11471 Toshihirabayashi (ideiglenes jelöléssel (11471) 1981 EH48) a Naprendszer kisbolygóövében található aszteroida. Schelte J. Bus fedezte fel 1981. március 6-án.

## Kapcsolódó szócikk
- Kisbolygók listája (11001–11500)